# Véronique Davister
Véronique Davister est une joueuse de football belge née en Belgique. 

## Biographie
Elle a fait l'essentiel de sa carrière au Standard Fémina de Liège, club avec lequel elle a remporté 9 titres de championne de Belgique, 4 Coupe de Belgique et 4  Super Coupe de Belgique.
Elle a été internationale belge.

## Palmarès
- Championne de Belgique (9) : 1978 - 1982 - 1984 - 1985 - 1986 - 1990 - 1991 - 1992 - 1994
- Vainqueur de la Coupe de Belgique (4) : 1986 - 1989 - 1990 - 1995
- Finaliste de la Coupe de Belgique (3) : 1982 - 1991 - 1992
- Vainqueur de la Super Coupe de Belgique (4) : 1984 - 1986 - 1989 - 1994
- Doublé Championnat-Coupe de Belgique (2) : 1986 - 1990
- Doublé Championnat-Super Coupe de Belgique (2) : 1984 - 1994
- Triplé Championnat-Coupe de Belgique-Super Coupe de Belgique (1) : 1986

### Bilan
- 17 titres